# Kirchheim am Neckar
Kirchheim am Neckar település Németországban, azon belül Baden-Württembergben. Lakosainak száma 6262 fő (2023. december 31.).

## Története
Írott forrásban elsőként 1003-ban tűnik fel (egy II. Henrik német-római császár oklevelében).

## Népesség
A település népessége az elmúlt években az alábbi módon változott:
| Lakosok száma | 3701 | 4134 | 4335 | 4237 | 4202 | 4635 | 5011 | 5098 | 5380 | 6262 |
|               | 1961 | 1967 | 1974 | 1980 | 1987 | 1993 | 2000 | 2006 | 2013 | 2023 |

## Galéria

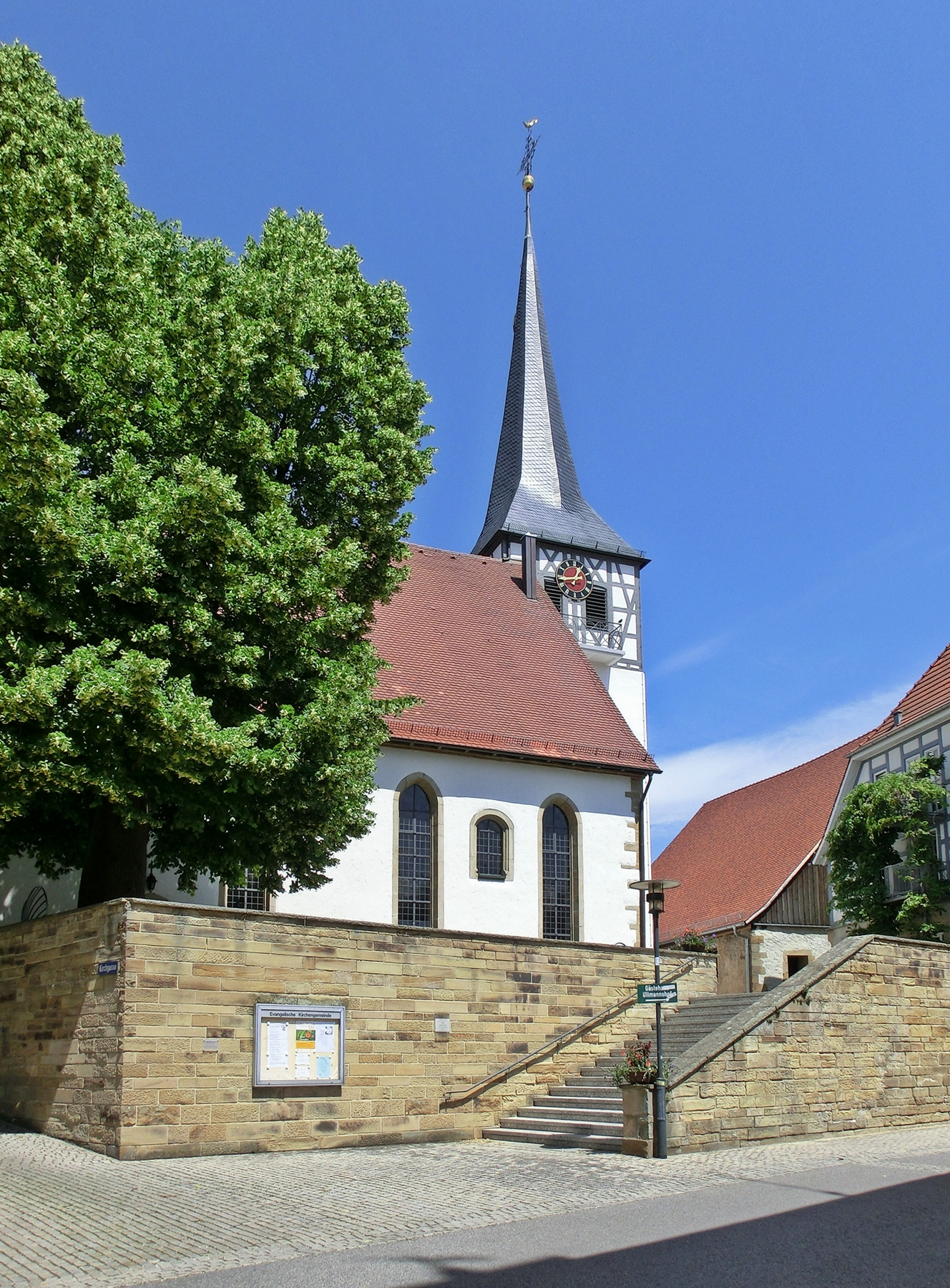
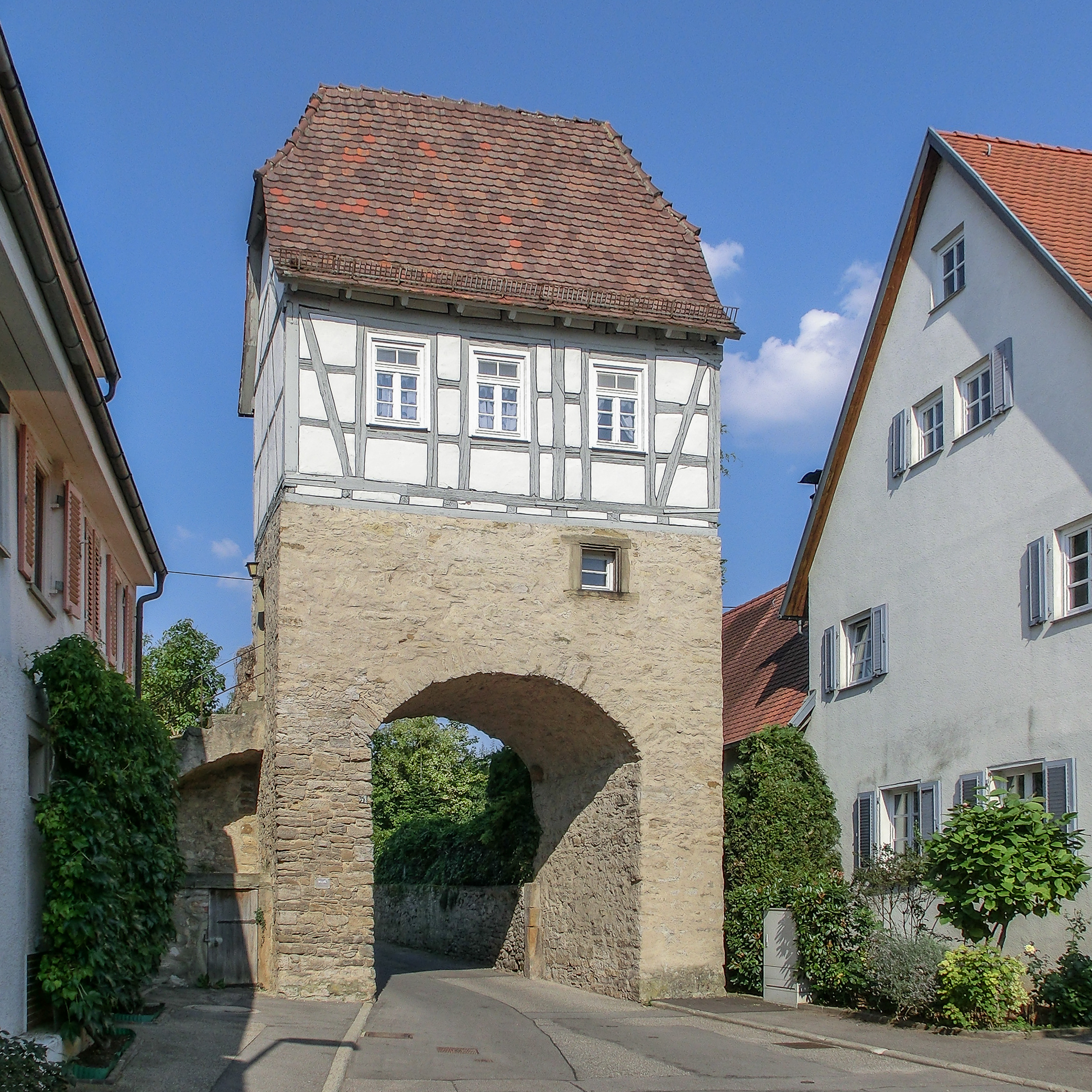